# Mexikói labdarúgó-bajnokság (másodosztály)
A mexikói labdarúgó-bajnokság másodosztálya, hivatalos nevén Liga de Expansión (korábban Ascenso MX), 1950 óta működik, 2021-ben 16 csapatos.

## Csapatok
A 2020-as Apertura és a 2021-es Clausura csapatai:
| Klub                                           | Város                    | Állam        |
| ---------------------------------------------- | ------------------------ | ------------ |
| Alebrijes de Oaxaca                            | Oaxaca de Juárez         | Oaxaca       |
| Atlante                                        | Mexikóváros              | Mexikóváros  |
| Atlético Morelia                               | Morelia                  | Michoacán    |
| Cancún                                         | Cancún                   | Quintana Roo |
| Celaya                                         | Celaya                   | Guanajuato   |
| Cimarrones de Sonora                           | Hermosillo               | Sonora       |
| Correcaminos de la UAT                         | Ciudad Victoria          | Tamaulipas   |
| Dorados de Sinaloa                             | Culiacán Rosales         | Sinaloa      |
| Leones Negros de la Universidad de Guadalajara | Guadalajara              | Jalisco      |
| Pumas Tabasco                                  | Villahermosa             | Tabasco      |
| Tapatío                                        | Guadalajara              | Jalisco      |
| Tepatitlán                                     | Tepatitlán de Morelos    | Jalisco      |
| Tlaxcala                                       | Tlaxcala de Xicohténcatl | Tlaxcala     |
| Venados                                        | Mérida                   | Yucatán      |
| Mineros de Zacatecas                           | Zacatecas                | Zacatecas    |
| Tampico Madero                                 | Tampico és Ciudad Madero | Tamaulipas   |

## Lebonyolítási rendszer
2021-ben az alábbi rendszer volt érvényes:
Minden évben két tornát rendeznek: az év első felében a Clausura („zárás”) nevűt, az év második felében az Apertura („nyitány”) nevűt. A szokatlan sorrend oka, hogy itt is, mint számos más országban, az új szezon az év második felében kezdődik.
2019 nyarán bevezettek egy új szabályt, amely szerint az idegenben győztes csapat nem 3, hanem 4 pontot kap, igaz, ezek a pluszpontok nem számítanak bele a kiesést eldöntő együtthatóba, csak a tabellán veszik őket figyelembe.
A 16 csapat 15 fordulót játszik egymással, majd az első 12 helyezett jut be a rájátszásba, az úgynevezett liguillába. Az első helyezett rögtön az elődöntőbe, a második a negyeddöntőbe jut, a többi tíz pedig egy párharcot játszik egymással a negyeddöntőbe kerülésért úgy, hogy a 3–7. helyen állók hazai pályán, a 8–12. helyen állók idegenben szerepelnek. A helyezési sorrend megállapításánál a következő szempontok döntenek:
- A 13 forduló alatt elért pontszám
- Gólkülönbség
- Több rúgott gól
- Egymás elleni eredmény
- Idegenben lőtt több gól
- Jobb helyezés az együtthatós táblázaton (ami az elmúlt 6 bajnokság alapszakaszában elért meccsenkénti átlagpontszámot tartalmazza)
- Fair Play tábla
- Sorsolás

A negyeddöntők, az elődöntők és a döntő is oda-visszavágós. Ha a két mérkőzés összesítve döntetlen, akkor a több idegenben lőtt gól dönt, ha az is egyenlő, akkor a negyeddöntőből és az elődöntőből az a csapat jut tovább, amelyik a 13 forduló utáni tabellán előrébb volt rangsorolva, a döntőben viszont hosszabbítás, szükség esetén büntetőpárbaj következik.

### Feljutás az első osztályba
Évente mindössze egyetlen csapat juthat fel az első osztályba. Ha a két félév győztese ugyanaz a klub, akkor az lesz a feljutó, ha viszont az Aperturát és a Clausurát különböző csapat nyeri meg, akkor ők még a szezon legvégén egy oda-visszavágós külön döntőn mérkőznek meg, és ennek a győztese juthat fel a legmagasabb szintre.

### Kiesés a harmadosztályba
Az egyetlen kieső csapat nem feltétlenül a 13 forduló után készült táblázat utolsó helyezettje, hanem az aktuális és az azt megelőző 5 bajnokságban elért átlagpontszám alapján készült rangsor utolsó helyezettje. Ha több azonos átlagpontszámmal álló csapat is van, akkor az előzőekben leírt szempontok számítanak.

## Feljutók és kiesők évek szerint
A győztes nem feltétlenül jut fel az első osztályba, az alábbi táblázatban a győztesek oszlopában vastag betűvel van jelölve a feljutó csapat.
| Szezon        | Győztes                                                 | Első osztály kiesője                                    | Megjegyzés |
| ------------- | ------------------------------------------------------- | ------------------------------------------------------- | --- |
| 1950–1951     | Zacatepec                                               | San Sebastián                                           | |
| 1951–1952     | La Piedad                                               | Veracruz                                                | |
| 1952–1953     | Toluca                                                  | La Piedad                                               | |
| 1953–1954     | Irapuato                                                | Atlas                                                   | |
| 1954–1955     | Atlas                                                   | Marte                                                   | Az első osztály csapatszámnövelése miatt feljutott még a Zamora és a Cuautla is |
| 1955–1956     | Monterrey                                               | Zamora                                                  | |
| 1956–1957     | Zamora                                                  | Monterrey                                               | Az első osztályú Puebla FC egy évvel korábbi eltűnése miatt most a Morelia is feljutott |
| 1957–1958     | Celaya                                                  | Tampico                                                 | |
| 1958–1959     | Tampico                                                 | Cuautla                                                 | |
| 1959–1960     | Monterrey                                               | Zamora                                                  | |
| 1960–1961     | Nacional                                                | Celaya                                                  | |
| 1961–1962     | Pumas                                                   | Zacatepec                                               | |
| 1962–1963     | Zacatepec                                               | Tampico                                                 | |
| 1963–1964     | Cruz Azul                                               | –                                                       | Az első osztály csapatszámnövelése miatt még a Veracruz is feljutott, az első osztályból pedig nem esett ki senki |
| 1964–1965     | Ciudad Madero                                           | Nacional                                                | |
| 1965–1966     | Nuevo León                                              | Zacatepec                                               | |
| 1966–1967     | Pachuca                                                 | Ciudad Madero                                           | |
| 1967–1968     | Laguna                                                  | Morelia                                                 | |
| 1968–1969     | Torreón                                                 | Nuevo León                                              | |
| 1969–1970     | Zacatepec                                               | –                                                       | Az első osztály csapatszámnövelése miatt még a Puebla is feljutott, az első osztályból pedig nem esett ki senki |
| 1970–1971     | San Luis                                                | Atlas                                                   | Ez volt az első alapszakaszra és rájátszásra bontott szezon |
| 1971–1972     | Atlas                                                   | Irapuato                                                | |
| 1972–1973     | Ciudad Madero                                           | Pachuca                                                 | |
| 1973–1974     | Tigres                                                  | San Luis                                                | Az első osztály csapatszámnövelése miatt még az Unión de Curtidores és a Potosino is feljutott |
| 1974–1975     | UAG                                                     | Ciudad Madero                                           | |
| 1975–1976     | San Luis                                                | Atlante                                                 | |
| 1976–1977     | Atlante                                                 | Zacatepec                                               | |
| 1977–1978     | Zacatepec                                               | Atlas                                                   | |
| 1978–1979     | Atlas                                                   | Veracruz                                                | |
| 1979–1980     | Atletas Campesinos                                      | Jalisco                                                 | |
| 1980–1981     | Morelia                                                 | Unión de Curtidores                                     | |
| 1981–1982     | Oaxtepec                                                | Tampico                                                 | |
| 1982–1983     | Unión de Curtidores                                     | Zacatepec                                               | |
| 1983–1984     | Zacatepec                                               | Unión de Curtidores                                     | |
| 1984–1985     | Irapuato                                                | Zacatepec                                               | |
| 1985–1986     | Cobras de Querétaro                                     | –                                                       | |
| 1986–1987     | UAT                                                     | León és Cobras de Querétaro                             | |
| 1987–1988     | Cobras de Ciudad Juárez                                 | UAT                                                     | Az UAT kiesett volna az első osztályból, de felvásárolta a Deportivo Nezát, így bent maradt, és a Neza Potros Neza néven újjáalakulva a másodosztályban kezdett szerepelni |
| 1988–1989     | Potros Neza                                             | Potosino                                                | A Potros Neza hiába jutott volna fel, a Veracruz felvásárolta őket, így a Veracruz lépett az első osztályba |
| 1989–1990     | León                                                    | Atlante                                                 | |
| 1990–1991     | Atlante                                                 | Irapuato                                                | |
| 1991–1992     | Pachuca                                                 | Cobras de Ciudad Juárez                                 | |
| 1992–1993     | UTN Neza                                                | Pachuca                                                 | A feljutó UTN Neza Toros Hidalgo néven szerepelt tovább egy évig |
| 1993–1994     | Tampico Madero                                          | Querétaro                                               | |
| 1994–1995     | Celaya                                                  | Tampico Madero és UAT                                   | |
| 1995–1996     | Pachuca                                                 | Tigres                                                  | |
| 1996 tél      | Tigres                                                  | –                                                       | |
| 1997 nyár     | Tigres                                                  | Pachuca                                                 | |
| 1997 tél      | Pachuca                                                 | –                                                       | |
| 1998 nyár     | Tigrillos                                               | Veracruz                                                | |
| 1998 tél      | Yucatán                                                 | –                                                       | |
| 1999 nyár     | Unión de Curtidores                                     | Puebla                                                  | Mivel a szezon végén a kieső Puebla felvásárolta a feljutó Unión de Curtidorest, így végül nem esett ki és nem jutott fel senki, viszont a másodosztályban a Curtidores helyett egy másik pueblai csapat, az Ángeles de Puebla kezdte meg szereplését |
| 1999 tél      | Irapuato                                                | –                                                       | |
| 2000 nyár     | Irapuato                                                | Toros Neza                                              | |
| 2000 tél      | Aguascalientes                                          | –                                                       | |
| 2001 nyár     | La Piedad                                               | –                                                       | Az Atlante kiesett volna az első osztályból, de a csapatok létszámát megnövelték, így osztályozót játszhatott a Veracruz ellen, amit megnyert, így mégsem esett ki |
| 2001 tél      | Veracruz                                                | –                                                       | |
| 2002 nyár     | San Lius                                                | León                                                    | Az első osztály csapatszámnövelése miatt az elvileg kieső León osztályozót játszhatott a másodosztály nem feljutó bajnokával, a Veracruzzal, amit ez utóbbi nyert meg, így a Veracruz is feljutott. Azonban őket felvásárolta az új klub, a Jaguares de Chiapas, így végül ők kezdték meg első osztályú szereplésüket a következő évben. Viszont az Irapuato Veracruzba költözött, ezért a Veracruz is első osztályú lett, az Irapuato pedig másodosztályú. |
| 2002 tél      | Irapuato                                                | –                                                       | |
| 2003 nyár     | León                                                    | Colibríes de Morelos                                    | |
| 2003 Apertura | Dorados                                                 | –                                                       | |
| 2004 Clausura | León                                                    | San Luis                                                | |
| 2004 Apertura | San Luis                                                | –                                                       | |
| 2005 Clausura | Querétaro                                               | Puebla                                                  | |
| 2005 Apertura | Puebla                                                  | –                                                       | |
| 2006 Clausura | Querétaro                                               | Dorados                                                 | |
| 2006 Apertura | Puebla                                                  | –                                                       | |
| 2007 Clausura | Dorados                                                 | Querétaro                                               | |
| 2007 Apertura | Indios de Ciudad Juárez                                 | –                                                       | |
| 2008 Clausura | León                                                    | Veracruz                                                | |
| 2008 Apertura | Querétaro                                               | –                                                       | |
| 2009 Clausura | Mérida                                                  | Necaxa                                                  | |
| 2009 Apertura | Necaxa                                                  | –                                                       | |
| 2010 Clausura | Necaxa                                                  | Indios de Ciudad Juárez                                 | |
| 2010 Apertura | Tijuana                                                 | –                                                       | |
| 2011 Clausura | Irapuato                                                | Necaxa                                                  | |
| 2011 Apertura | Correcaminos                                            | –                                                       | |
| 2012 Clausura | León                                                    | UAG                                                     | |
| 2012 Apertura | La Piedad                                               | –                                                       | |
| 2013 Clausura | Toros Neza                                              | Querétaro                                               | Az első osztályból elvileg kieső Querétaro felvásárolta a Jaguares de Chiapast, így elkerülte a kiesést, viszont az első osztályú San Luis a Chiapas otthonába költözött, így a Chiapas mégis első osztályú maradt, a San Luis pedig megszűnt. A feljutó La Piedad pedig Veracruzba költözött, így végül a Veracruz lett első osztályú. |
| 2013 Apertura | Leones Negros                                           | –                                                       | |
| 2014 Clausura | UAG                                                     | Atlante                                                 | |
| 2014 Apertura | Necaxa                                                  | –                                                       | |
| 2015 Clausura | Dorados                                                 | Leones Negros                                           | |
| 2015 Apertura | Juárez                                                  | –                                                       | |
| 2016 Clausura | Necaxa                                                  | Dorados                                                 | |
| 2016 Apertura | Dorados                                                 | –                                                       | |
| 2017 Clausura | Lobos BUAP                                              | Chiapas                                                 | |
| 2017 Apertura | Oaxaca                                                  | –                                                       | |
| 2018 Clausura | Cafetaleros de Tapachula                                | Lobos BUAP                                              | Az elvileg feljutó Cafetaleros nem teljesítette az első osztályban való szereplés feltételeit, ezért az onnan kieső Lobosnak a szabályok értelmében lehetősége volt 120 millió pesóért megvásárolni a bentmaradás jogát. Ezt meg is tették, így ebben az évben nem volt kiesés és feljutás. |
| 2018 Apertura | San Luis                                                | –                                                       | |
| 2019 Clausura | San Luis                                                | Veracruz                                                | Az elvileg kieső Veracruz 120 millió pesóért megvásárolta a bentmaradás jogát, az első osztály pedig 19 csapatosra bővült. Az addig első osztályú Lobos átköltözött Ciudad Juárezbe, így az FC Juárez is első osztályú lett. |
| 2019 Apertura | Oaxaca                                                  | –                                                       | |
| 2020 Clausura | A bajnokságot törölték a koronavírus-világjárvány miatt | A bajnokságot törölték a koronavírus-világjárvány miatt | A bajnokságot törölték a koronavírus-világjárvány miatt |
| 2020 Apertura | Tampico Madero                                          |                                                         | |
| 2021 Clausura | Tepatitlán                                              |                                                         | Ebben a szezonban a szabályok értelmében nem juthatott fel senki. |